# Akari Hayami
Akari Hayami (早見 あかり Hayami Akari?,  Tokio, Japón, 17 de marzo de 1995) es una actriz, modelo y ex-idol japonesa. Hayami es conocida por haber sido miembro y sublíder de la banda de pop femenino, Momoiro Clover, hasta su posterior salida del grupo en 2011. Su color distintivo en la banda era el azul.

## Biografía

### Carrera
Hayami nació el 17 de marzo de 1995 en la ciudad de Tokio, Japón. Fue descubierta por un cazatalentos poco antes de su graduación de la escuela primaria y firmó un contrato con la agencia Stardust Promotion. El 23 de noviembre de 2008, junto con Yukina Kashiwa (actualmente miembro de Nogizaka46) y Ayaka Sasaki, fue colocada en el grupo de pop femenino Momoiro Clover. El grupo había sido formado ese mismo año y su eslogan era "chicas inocentes que quieren difundir felicidad". Debido a que era un proyecto de bajo presupuesto, Momoiro Clover comenzó actuando en las pasarelas del parque Yoyogi en Shibuya, Tokio, pero el grupo ganaría popularidad con el lanzamiento de su primer sencillo independiente el próximo año.
El 16 de enero de 2011, en un evento del lanzamiento para el sencillo Mirai Bowl, Hayami anunció que dejaría Momoiro Clover en abril de ese mismo año. El anuncio fue sorpresivo para los fanáticos que se encontraban presentes; incluso la líder de la banda, Kanako Momota, se había enterado de ello tres días antes del anuncio oficial. Akari explicó a sus fanáticos que «desde que era pequeña, sabía que mi personalidad no era la adecuada para ser una idol. [...] Hubo momentos en los que estaba harta de estar en Momoiro». La fecha de retiro de Akari ya había sido determinada y su último concierto fue el 10 de abril en Nakano Sun Plaza. Un año después de su salida de Momoiro Clover, Hayami entró en la industria del entretenimiento con el objetivo de ser actriz y modelo. Hayami más tarde reconoció que durante sus días en el grupo tenía problemas por ser conocida como una idol. En lugar de ser la "idol Akarin" de Momoiro Clover, quería ser "la actriz y modelo Akari Hayami".
En su último concierto con Momoiro, se anunció que el grupo sin Akari sería conocido bajo un nuevo nombre, Momoiro Clover Z. Hacia el final del concierto, los demás miembros sorprendieron a Akari interpretando una nueva canción titulada Akarin e Okuru Uta (あかりんへ贈る歌 lit. Canción de despedida a Akarin?) en su honor. La canción fue lanzada posteriormente como un CD de edición limitada.

### Trabajos posteriores
Después de abandonar el grupo, Hayami ejerció principalmente como modelo en revistas de moda. También protagonizó la película animada Cheerfu11y de Universal Music Japan, la cual fue estrenada el 22 de octubre de 2011. En septiembre, luego del anuncio de la película, se anunció que Hayami sería parte de una nueva serie televisiva de TV Tokyo titulada Urero Mikakunin Shōjo, que comenzaría a transmitirse el 7 de octubre de 2011. La serie también contó con la participación de sus excompañeras de Momoiro Clover. En noviembre de 2012, Momoiro Clover Z fue invitado al Kōhaku Uta Gassen, un festival de música anual celebrado en la víspera de Año Nuevo y transmitido por NHK. Participar en el festival había sido el mayor sueño de las integrantes de Momoiro Clover aun cuando Hayami todavía estaba en la banda. Hayami felicitó a sus excompañeras en su blog y expresó su deseo de aparecer en Kōhaku junto a ellas. En homenaje a Hayami, Momoiro Clover Z interpretó la canción Ikuze! Kaitō Shōjo con la versión que incluyó su nombre.
En la primavera de 2014, Hayami apareció en su primer papel principal en un largometraje en My Pretend Girlfriend.

## Filmografía

### Películas
- Shirome (2010)
- Fly! Kobato (飛べ！コバト Tobe! Kobato?) (corto, 2010)
- The Citizen Police 69 (市民ポリス69?) (2011) como Heroína principal
- Cheerfu11y (2011)[12]
- Ninifuni (NINIFUNI?) (corto, 2012)
- My Pretend Girlfriend (2014) como Momose
- Forget Me Not (忘れないと誓ったぼくがいた) (2015) como Azusa Oribe
- A Loving Husband (恋妻家宮本?) (2017) como joven Miyoko
- Gintama (2017) como Tetsuko Murata
- Ultraman: el ascenso (2024) como Ami Wakita[17]

### Dramas de televisión
- Here is Greenwood (2008, Tokyo Metropolitan Television)
- Urero Mikakunin Shōjo (ウレロ☆未確認少女?  "Unidentified Fantastic Idol") (2011, TV Tokyo)
- Sayonara, Kinoko (さよなら、キノコ?  "Goodbye, Mushroom") (2012, TV Asahi)
- Urero Mikansei Shōjo (ウレロ☆未完成少女?  "Unfinished Fantastic Idol") (2012, TV Tokyo)
- Nichōme no Hōmuzu (二丁目のホームズ?  "Holmes of 2 Chome") (2013, Fuji TV)
- Saito San 2 (斉藤さん2?) (2013, Nippon Television Network)
- Ramen Daisuki Koizumi-san (ラーメン大好き小泉さん?) (2015, Fuji TV)
- Agein!! (アゲイン!!?  "Again!!") (2014, TBS)

### Comerciales
- Tokyo DisneySea Haru no Campus Day Passport (東京ディズニーシー「春のキャンパスデーパスポート」?) (2009)
- Cecile Cupop Fuyu Gō Catalog (セシール「Cupop 09冬号カタログ」?) (2009)
- Lion Clinica (LION「クリニカ」 Raion Kurinika?) (2012)
- Sony PlayStation Vita Gravity Rush (ソニー・コンピュータエンタテインメント「GRAVITY DAZE」?) (2012)
- Granblue Fantasy (グランブルーファンタジー?) (2016) (junto a Masaki Suda)

### Teatro
- Urero Mikōkai Shōjo (ウレロ☆未公開少女?  "Unbroadcast Fantastic Idol") (2013)

### Videos musicales
- Little by Little – "Pray" (2008)
- Bourbonz – "Autumn" (2008)
- Bourbonz – "Yukiguni" (2008)
- Bourbonz – "Kizuna" (2009)
- Kenichi Maeyamada – "Hyadain no Jōjō Yūjō" (2011)
- MiChi – "Tokyo Night" (2012)
- Page – "You Topia" (2012)
- CNBlue – "Blind Love" (2013)
- A.F.R.O. – "black" (2013)